# Dendrobium meghalayense
Dendrobium meghalayense là một loài thực vật có hoa trong họ Lan. Loài này được Y.Kumar & S.Chowdhury mô tả khoa học đầu tiên năm 2003.